# Кабернеэме
Ка́бернеэме (эст. Kaberneeme), ранее также Ка́бернеме — деревня в волости Йыэляхтме уезда Харьюмаа, Эстония.

## География и описание
Расположена на берегу Финского залива на полуострове Кабернеэме, в 22 километрах к северо-востоку от Таллина. Высота над уровнем моря — 9 метров.
Климат умеренный. Официальный язык — эстонский. Почтовый индекс — 74211.

## Население
По данным переписи населения 2021 года, в Кабернеэме насчитывался 131 житель, из них 127 (97,7 %) — эстонцы.
По данным переписи населения 2011 года, в деревне проживали 137 человек, из них 128 (93,4 %) — эстонцы.
Численность населения деревни Кабернеэме по данным переписей населения:
| Год  | 1979 | 1989 | 2000  | 2011  | 2021  |
| ---- | ---- | ---- | ----- | ----- | ----- |
| Чел. | 89   | ↘ 72 | ↗ 100 | ↗ 137 | ↘ 131 |

## Инфраструктура
Деревня является объектом туризма и отдыха. В деревне находится яхтенный порт Кабернеэме. В здании порта есть отель и ресторан. Имеется также небольшой дом отдыха.

## История
В письменных источниках 1537 года упоминается Kapperyene, 1541 года — Kappernimes, 1633 года — Kabbernehm, примерно 1690 года — Nemeotza, 1694 года — Nehme. Немецкое название деревни — Kabbernömme.
Поначалу название Кабернеэме носило принадлежащее деревне Каберла рыболовецкое побережье.
В 1375 году в Кабернеэме произошло столкновение эстонских и шведских рыбаков. В 1485 году Кабернеэме упоминается как шведская деревня.

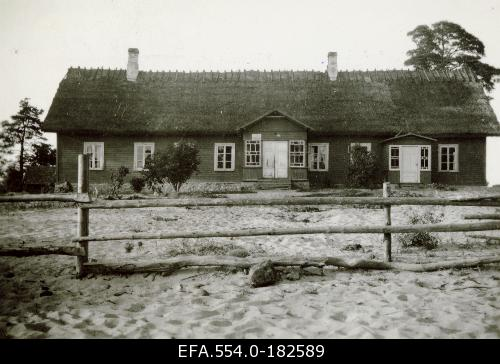
Школа Кабернеэме в 1936 году

На военно-топографических картах Российской империи (1846–1863 годы), в состав которой входила Эстляндская губерния, деревня обозначена как Кабернеме.
В конце 19-го столетия деревня Кабернеэме превратилась в один из важнейших центров ловли и переработки рыбы вблизи Таллина: в 1892 году здесь первыми начали копчение рыбы, с 1893 года работало килечное производство.
В 1944 году, после окончания немецкой оккупации и восстановления советизации Эстонии, почти половина из 300 жителей полуострова Кабернеэме уплыли за границу.
В советское время в деревне находился садоводческий (дачно-строительный) кооператив «Кабернеэме», после которого сохранились достойные интереса строения. Рядом с деревней располагался пограничный кордон.
На дне моря в заливе Кабернеэме находятся обломки корабля «Кихельконна» («Kihelkonna»), являющиеся археологической достопримечательностью и внесённые в Эстонский Государственный регистр памятников культуры.

## Программа защиты эстонской архитектуры 20-го столетия
По инициативе Министерства культуры Эстонии, Департамента охраны памятников старины, Эстонской академии художеств и Музея архитектуры Эстонии в период с 2008 по 2013 год в рамках «Программы защиты эстонской архитектуры 20-го столетия» была составлена база данных самых ценных архитектурных произведений Эстонии XX века. В ней содержится информация о зданиях и сооружениях, построенных в 1870—1991 годы, которые предложено рассматривать как часть архитектурного наследия Эстонии и исходя из этого или охранять на государственном уровне, или взять на учёт. В этой базе данных есть объекты, расположенные в деревне Кабернеэме:
— дачные дома садоводческого кооператива «Кабернеэме», построены в советское время, архитектор Адо Эйги, используются, состояние хорошее.

## Галерея

Деревня Кабернеэме
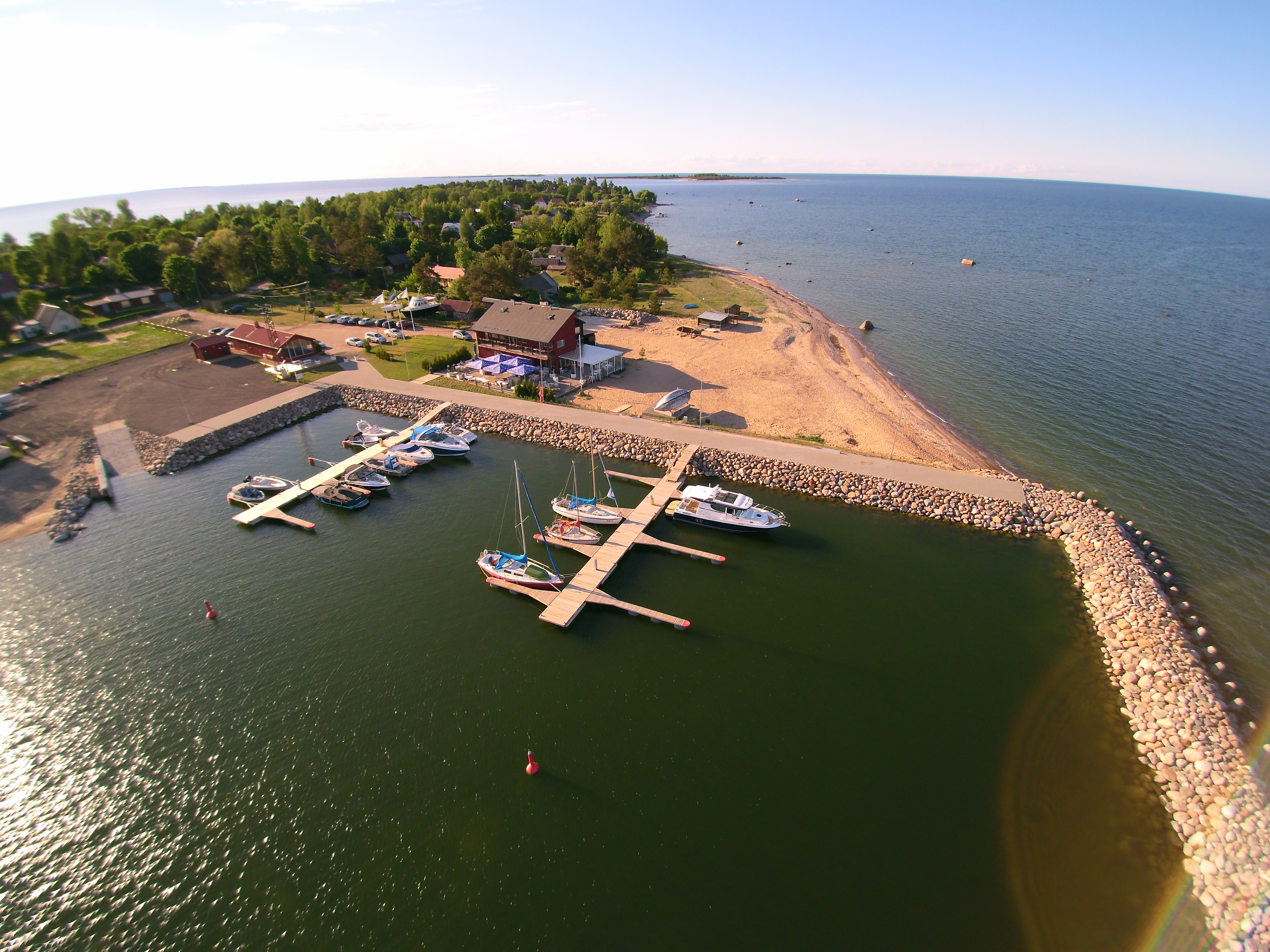
Гавань
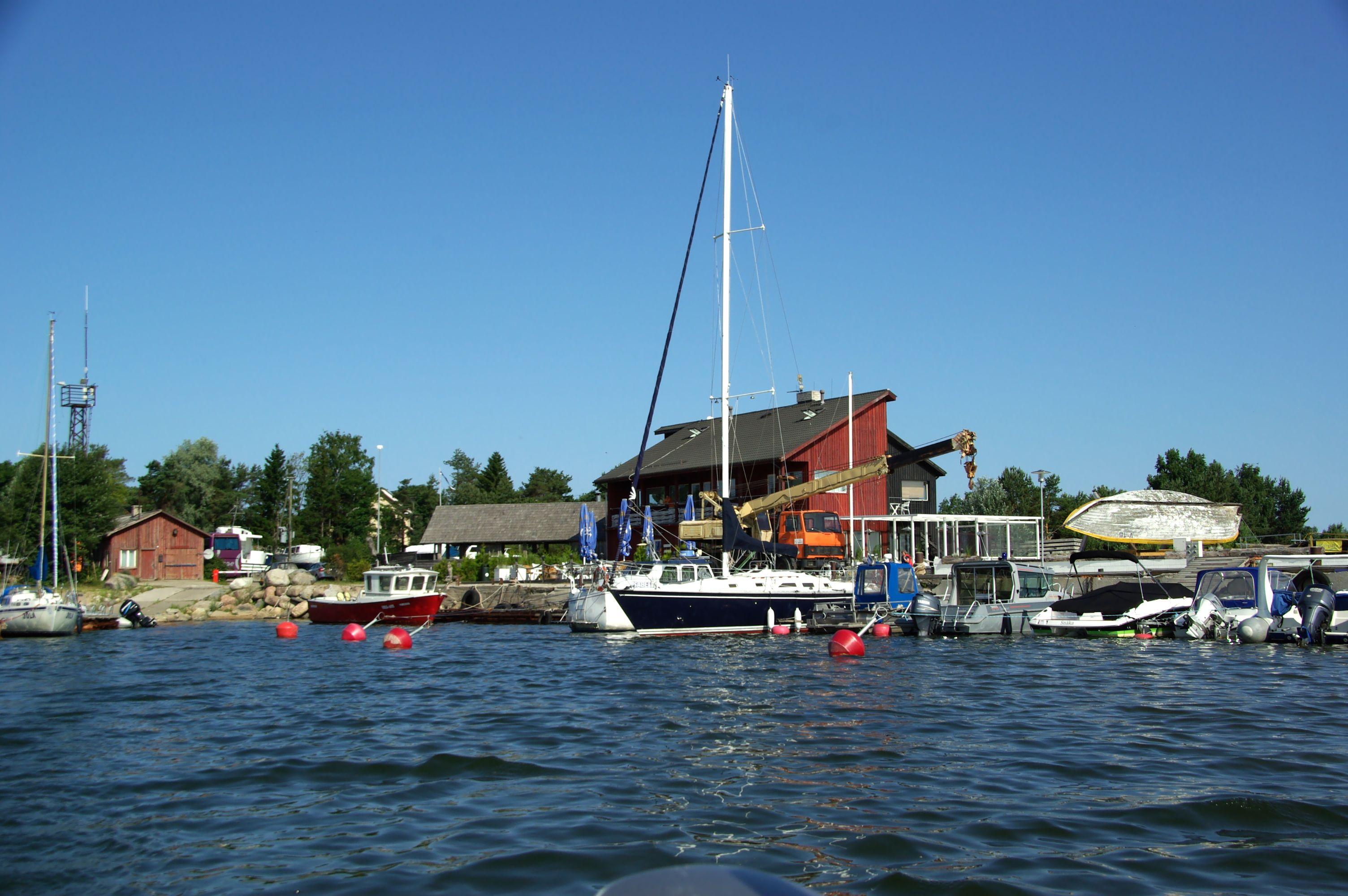
Порт Кабернеэме
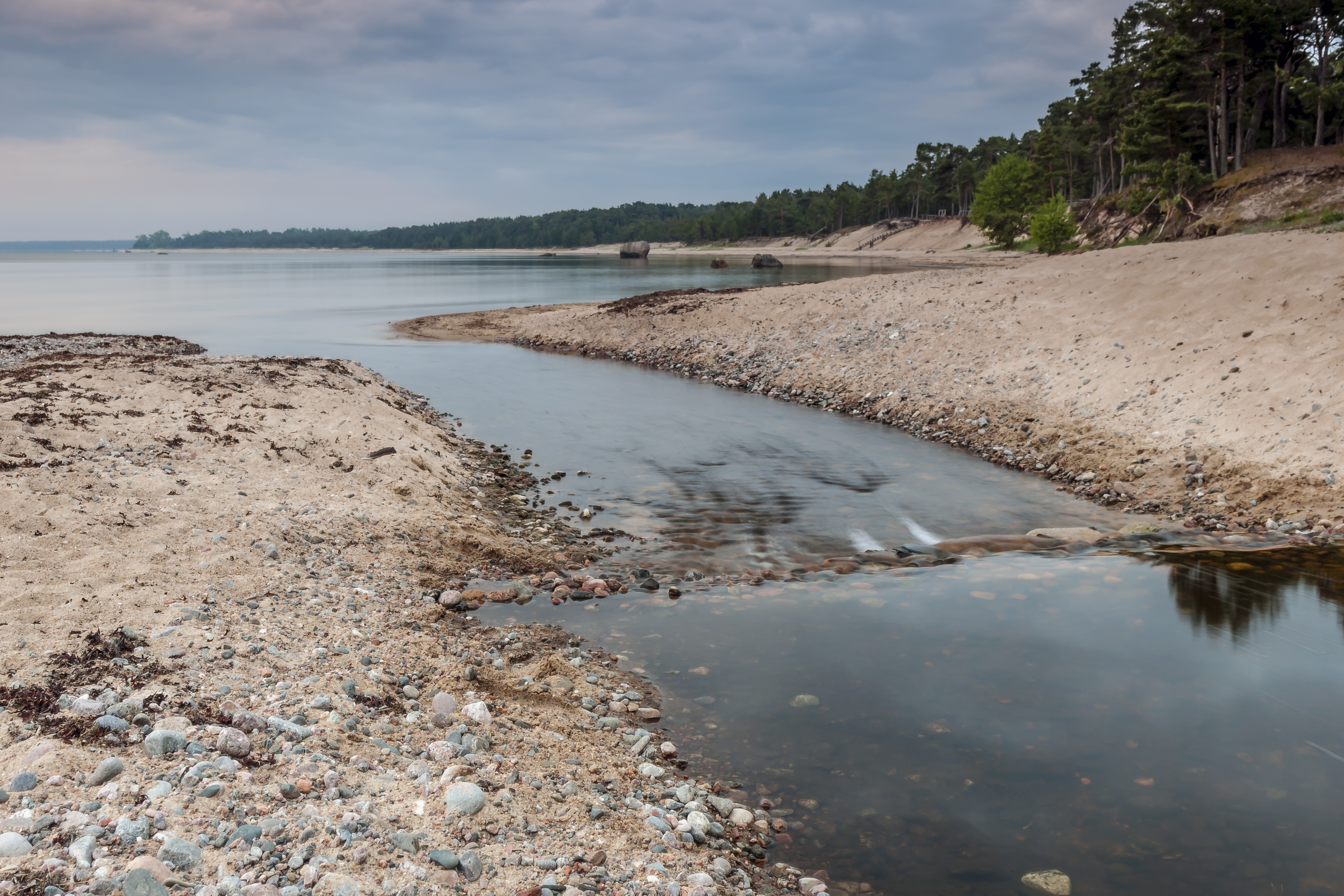
Ручей Каберла
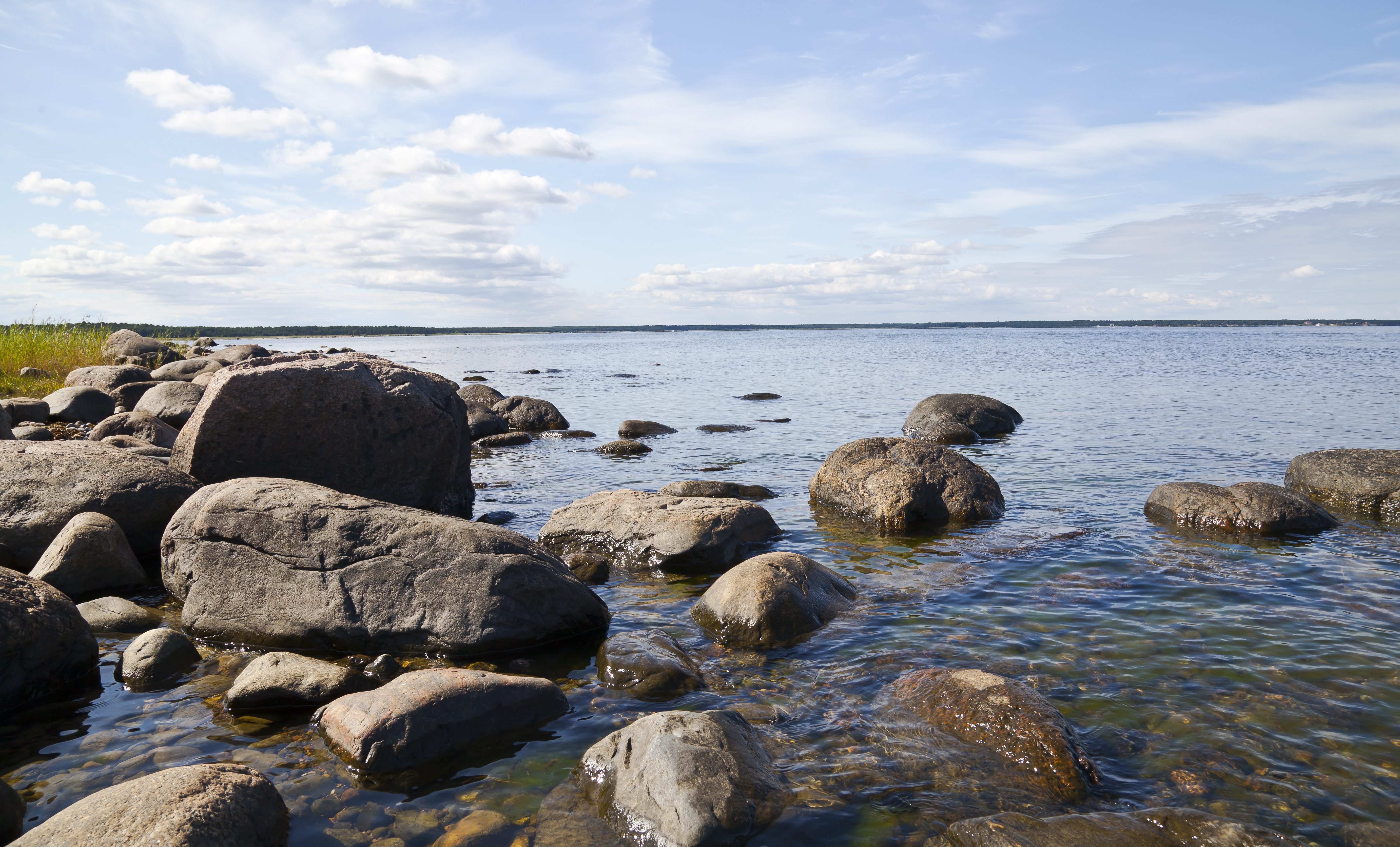
Побережье
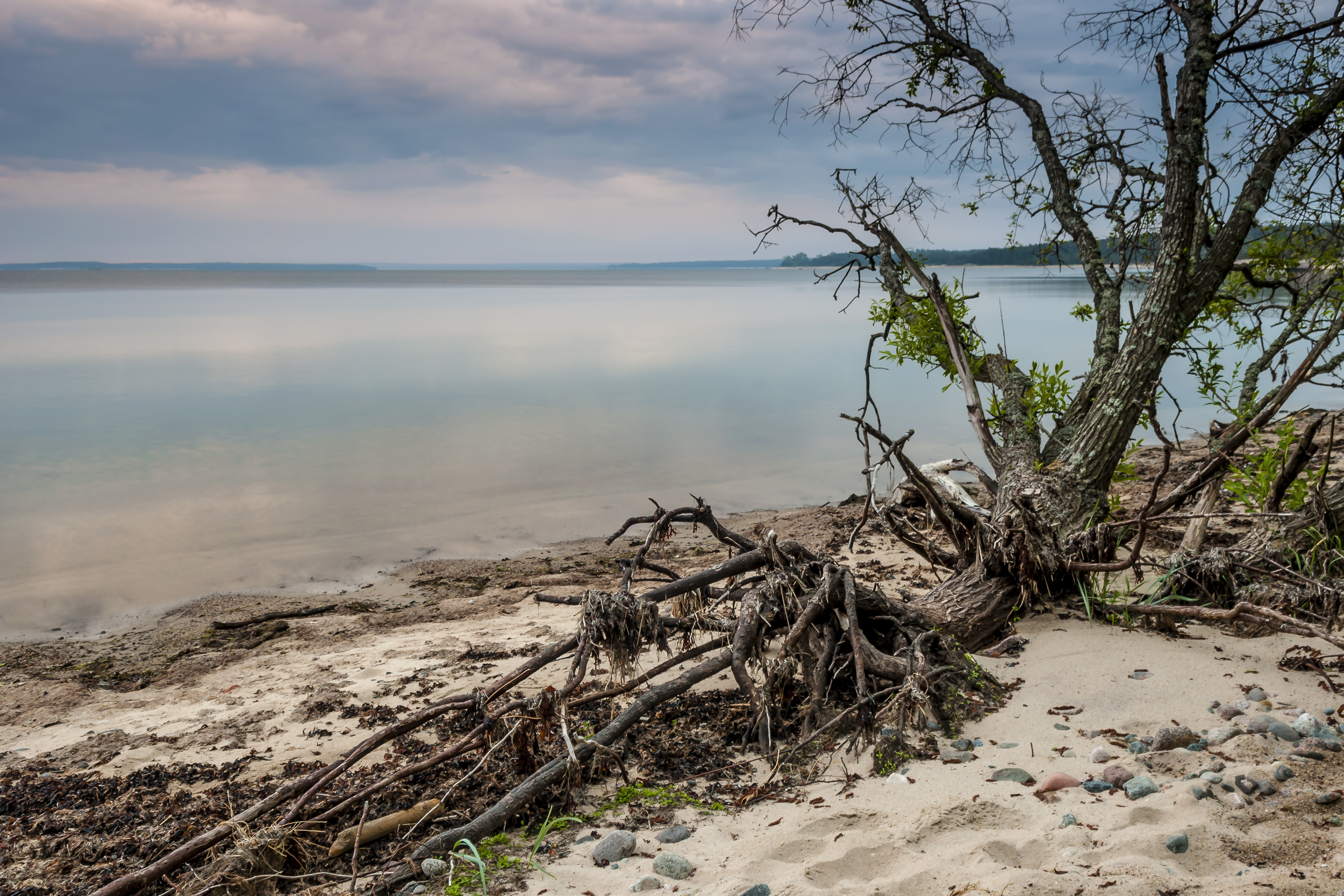
Берег моря
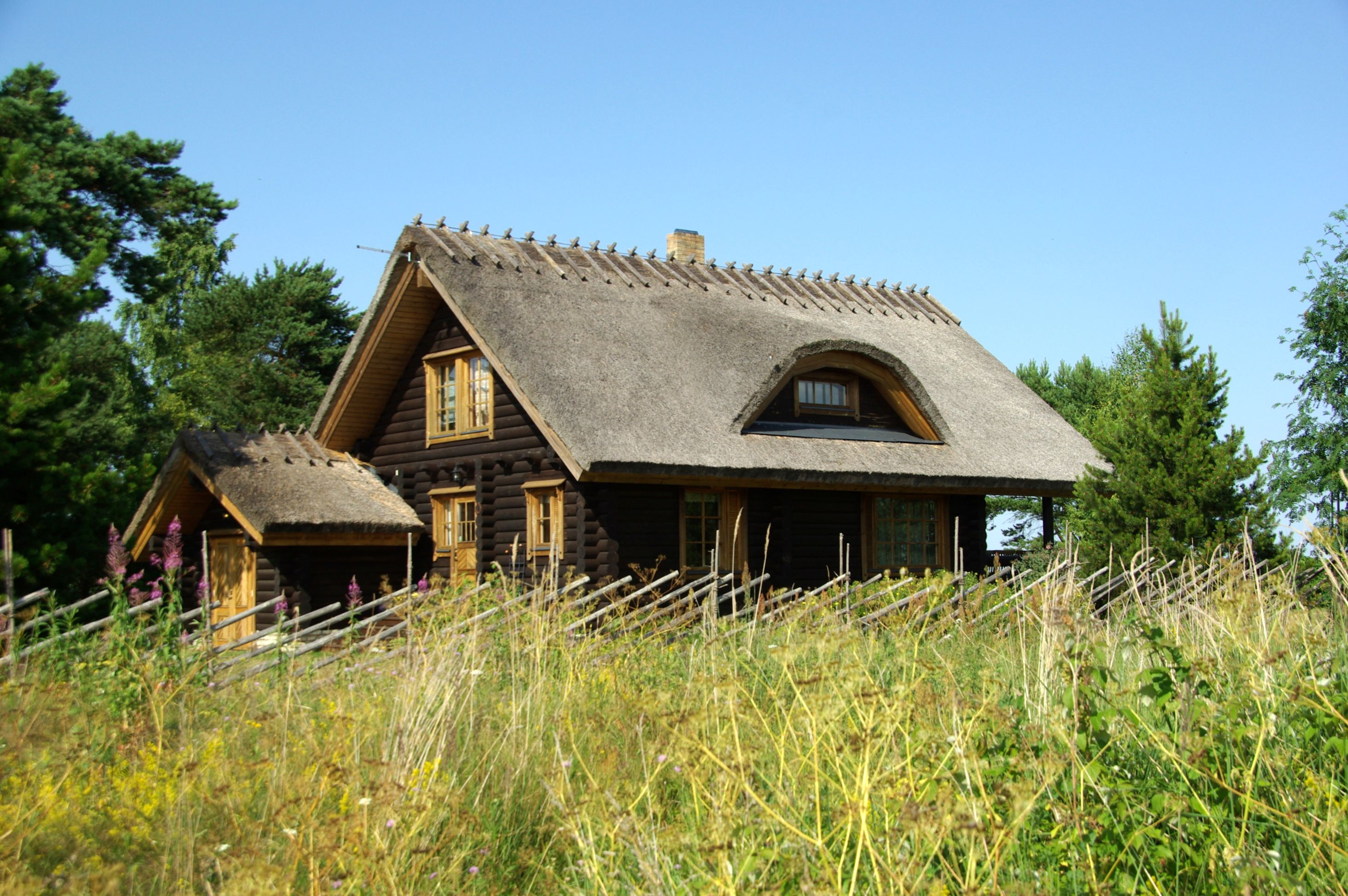
Жилой дом
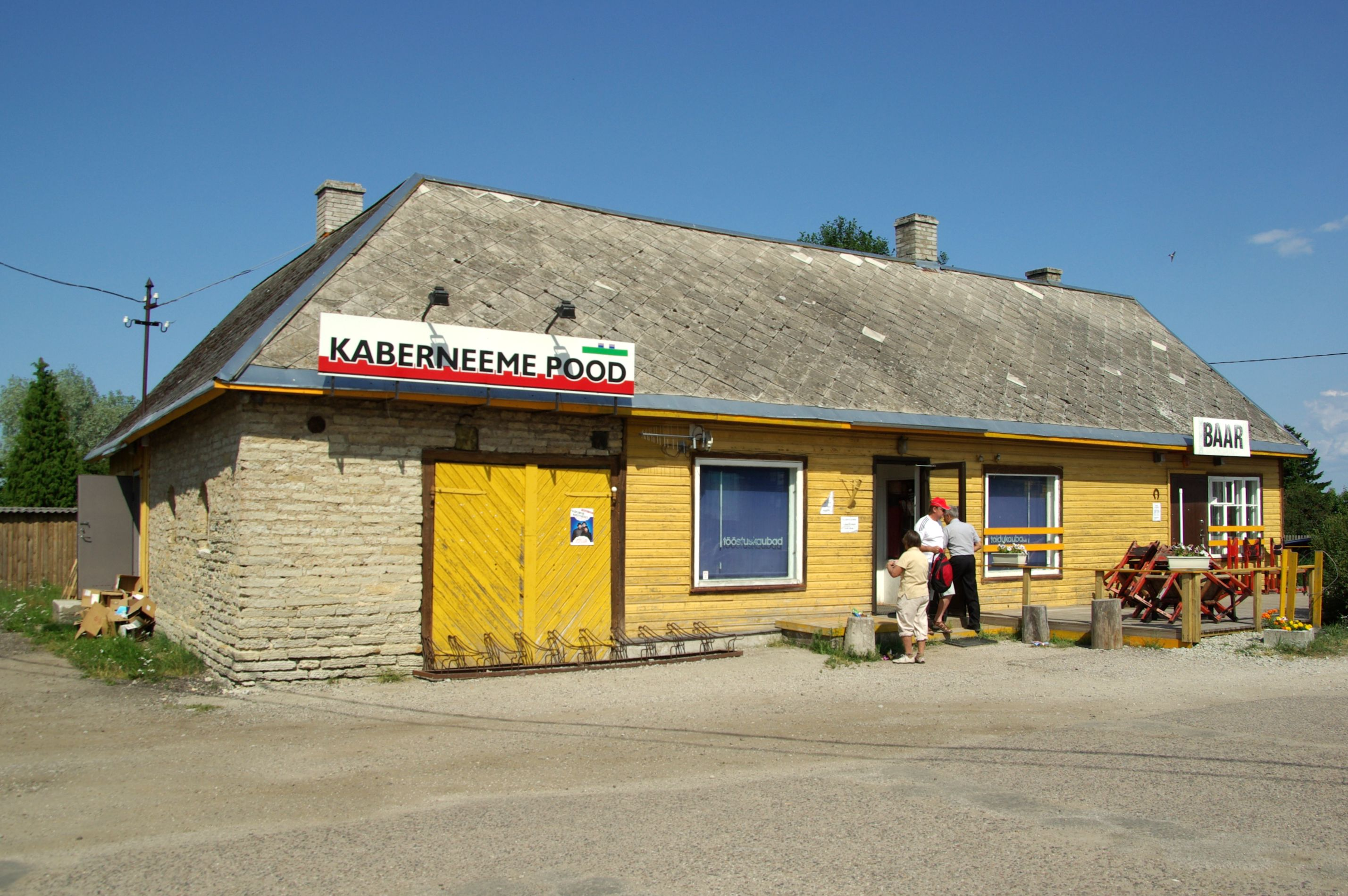
Магазин и бар
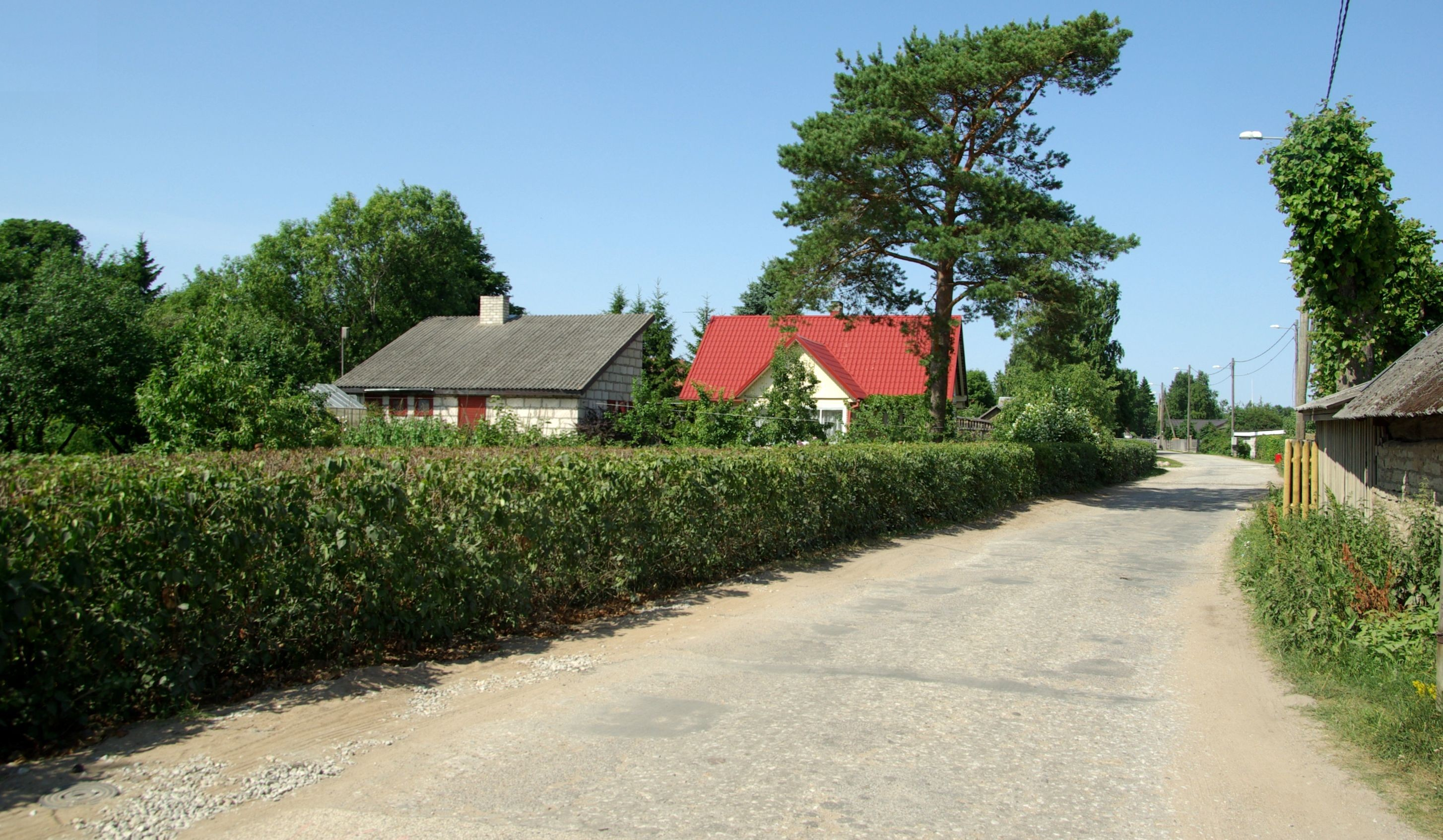
Улица Кабернеэме
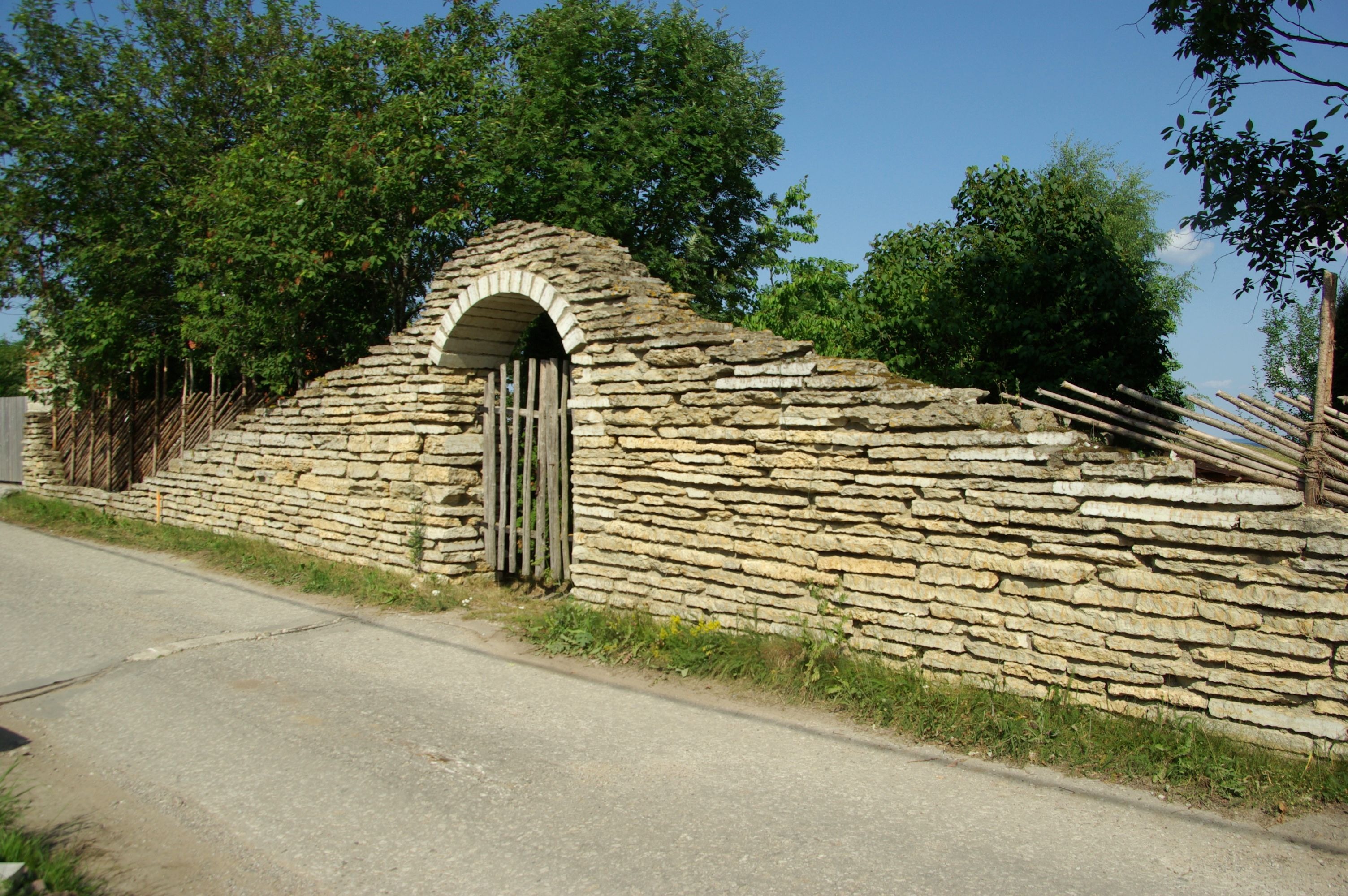
Сад
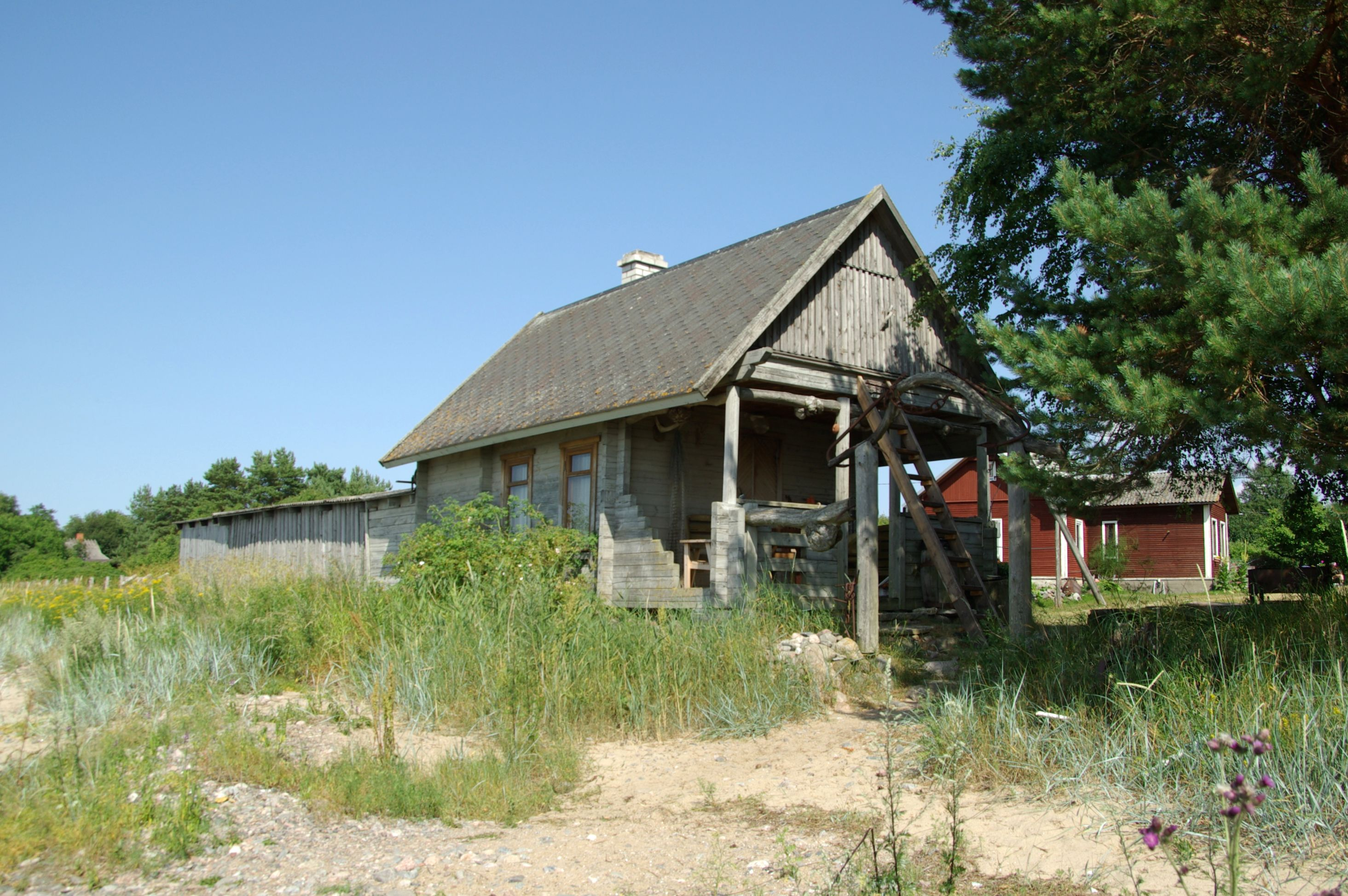
Подсобный домик